# Río Thompson
El río Thompson (del inglés: Thompson River) es un río canadiense, el mayor afluente del río Fraser, que fluye a través de la parte centro-meridional de la provincia de la Columbia Británica. El río Thompson tiene dos fuentes o ramales principales, llamados respectivamente Thompson Sur (South Thompson River) y Thompson Norte (North Thompson River). El río fue nombrado en 1808 por el explorador Simon Fraser en honor de su amigo David Thompson  (1770-1857), el conocido explorador canadiense de origen inglés de la cuenca del río Columbia.

## Geografía

### Río Thompson Sur
El río Thompson Sur se origina a la salida del lago Little Shuswap, en la ciudad de Chase y fluye aproximadamente 55 km al suroeste a través de un amplio valle hasta Kamloops, donde se une al río Thompson Norte. Highway 1, la carretera transcanadiense y la línea principal de la Canadian Pacific Railway discurren en paralelo al río. El lago Little Shuswap está alimentado por el río Little, que drena el lago Shuswap, que es alimentado por varios ríos y arroyos.

### Río Thompson Norte

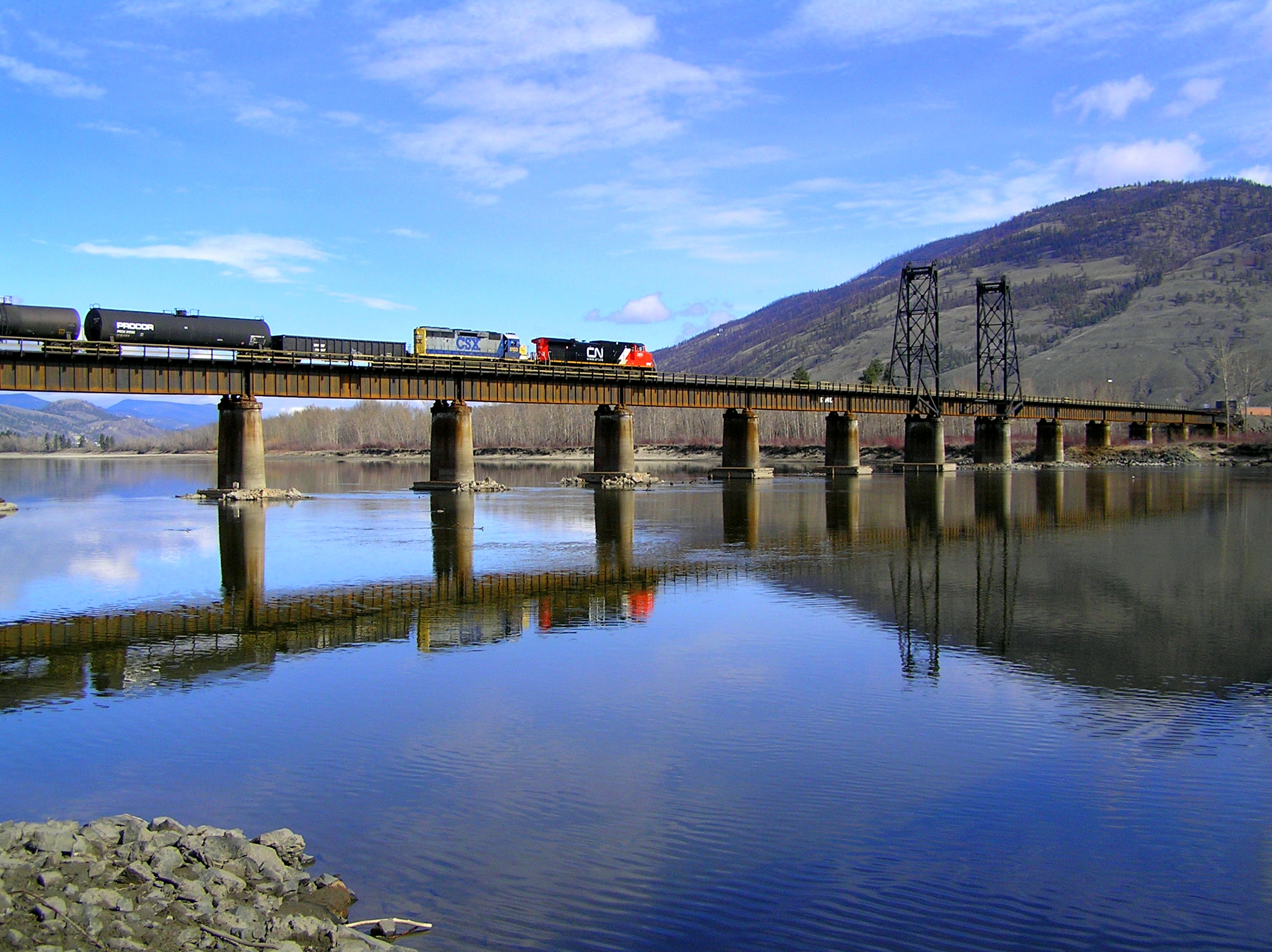
Un puente de la Canadian National Railway cruzando el Thompson Norte en Kamloops

El río Thompson Norte se origina en la punta del glaciar Thompson en las montañas Cariboo, al oeste de la comunidad de Valemount y fluye generalmente hacia el sur hasta Kamloops, en la confluencia con el Thompson Sur. En la mayoría de su curso, el río es paralelo a la Highway 5, y la carretera transcanadiense (ambas cruzan el río un par de veces). El Thompson Norte pasa por varias comunidades pequeñas, entre las que destacan Blue River, Clearwater y Barriere.
El Thompson Norte toma el río Clearwater en la ciudad de Clearwater. El Clearwater, el mayor afluente del Thompson Norte, drena gran parte del de Parque Provincial Wells Gray.
Un accidente notable del Thompson Norte es Little Hells Gate, una pequeña réplica del gran rápido del Fraser que se encuentra aguas abajo de la desembocadura del Thompson. A unos 17,4 km aguas arriba de la pequeña ciudad de Avola, el río se ve forzado a pasar a través de una estrecha caída de sólo unos 30 pies de ancho, creando un rápido que se asemeja al famoso rápido del Fraser. Hay muchas compañías de rafting en el río, localizadas justo al sur de Gold Pan, y que incluyen una amplia gama de embarcaciones (desde una potente J-Boat a una balsa muy básica) y que ofrecen varios paquetes turísticos, con viajes de varios días que incluyen comida y diversión durante la noche.

### Curso principal
Desde Kamloops, donde se combinan ambos ramales del Thompson, el río discurre unos 15 km hasta alcanzar el lago Kamloops (52 km²), que tiene aproximadamente 30 km de longitud, y que termina en la ciudad de Savona. Desde allí fluye hacia el oeste en un curso sinuoso a través de una amplia zona del valle. En Ashcroft, comienza el cañón del Thompson y el río gira hacia el suroeste hasta su confluencia con el río Fraser. El río es paralelo a la autopista Trans-Canadá, el ferrocarril del Pacífico de Canadá y la Canadian National Railway.
Desde Ashcroft hasta Lytton, el río está completamente confinado en el Thompson Canyon, creando un paisaje espectacular. El río Thompson se une al río Fraser en Lytton. Hay un tramo de negros y sombreados acantilados justo aguas abajo de Ashcroft, visible desde la carretera lago Logan-Ashcroft, que es oficialmente llamado Black Canyon. Justo debajo de la localidad de Spences Bridge está el sitio en que se produjo un desastre ferroviario importante en los inicios del siglo XX. Las principales localidades a lo largo de esta sección son Bighorn, Shaw Spring y Goldpan.

## Principales afluentes
Los principales afluentes del río Thompson son los siguientes:
tramo del río Thompson Norte:
- río Albreda
- río Thunder
- Mud Creek
- río Blue
- río Mad
- río Raft
- río Clearwater, de 201 km de longitud;
- río Barriere

tramo del río Thompson Sur:
- río Little (Shuswap), de sólo 3,6 km de longitud (vía lago Little Shuswap desde el lago Shuswap);
- arroyo Chase
- arroyo Monte

tramo del propio río Thompson:
- río Tranquille (vía lago Kamloops)
- río Deadman, de 70 km de longitud;
- río Bonaparte, de 150 km de longitud;
- arroyo Oregon Jack
- río Nicola
- arroyo Murray
- río Skoonka
- río Nicoamen
- arroyo Botanie